# ایمان (پیستیس)
در اساطیر یونانی ، Pistis ‎/ˈpɪstɪs/‎ (Πίστις) تجسم حسن نیت ، اعتماد و اطمینان بود. در مسیحیت و در عهد جدید ، پیستیس معادل "ایمان" است. این کلمه توأم با تشخیص‌های دیگری همچون elpis (امید)، sophrosyne (احتیاط) و خاریتس آمده که همه در همبستگی با صداقت هماهنگی در میان مردم قرار داشت. 
معادل رومی آن Fides بود ، مفهومی تشخیص یافته که در فرهنگ رومی بسیار قابل توجه است.
علاوه بر این ، ارتباطی نزدیک میان پیسیک و اقناع از طریق بحث ایمان ایجاد شد و با درک پیسیک به عنوان یک فن بلاغی، بیشتر هم شکل گرفت. 

## دربلاغت
بنابراین ، پیستیس در بلاغت عبارتست از عناصری که موجب قضاوت واقعی از طریق آنتیمم ها و از این رو اثبات گزاره می‌شود.  آن را در سه حالت به کار می‌گیرند. حالت نخست "جستارمایه‌ای است که قادر به ایجاد یک حالت ذهنی در مخاطب است."  پیستیس دوم "موضوعی است که خود تحت گرایش به عقل جنبه های منطقی آن در نظر گرفته می شود."  پیستیس سوم "جنبه منطقی ، عقلی و فکری موضوع مورد بحث" است.  هر سه حالت پیستیس از این رو در لوگوس اتفاق می افتند که به اقناع منقطی گرایش دارد. 

## بلاغت یونانی و مسیحیت
مفاهیم مسیحی ایمان (پیستیس) از مفهوم بلاغی یونانی در مورد پیستیس گرفته شده است.  پیستیس مسیحی اقناعش را در پرتویی مثبت تلقی می کند زیرا مفاهیم پیستیس در عهد جدید نیازمند که شنونده از جستارمایه مورد بحث آگاهی داشته و بنابراین قادر به پذیرش کامل باشد.  در حالی که یونانیان مفهوم پیتیس را گفتاری اقناعی می‌دانستند که مملو از حذف به قرینه بود و بیشتر بر "تأثیر و تأثر متمرکز بود تا بر بازنمایی حقیقت".  سیر تحول پیستیس در مسیحیت به عنوان تکنیک بلاغی اقناعی کاملاً با معنای آن که توسط یونانیان استفاده می شود در تضاد است.  

## همچنین ن.ک
- ایمان
- ایمان به مسیحیت